# Пети крајишки партизански одред
Пети крајишки НОП одред био је јединица у саставу НОВЈ од марта до септембра 1942., када је прерастао у 4. крајишку ударну бригаду НОВЈ.

## Увод

### Устанак у Босанској крајини
Устанак у Босанској крајини (на територији НДХ) почео је 27. јула 1941. и до краја августа устаници (већином локално српско становништво, делимично предвођено од локалних чланова КПЈ) су потисли снаге НДХ и ослободили велику територију, са средиштем у ослобођеном Дрвару (тзв. Дрварска република). Победа устаника натерала је власти НДХ да затраже помоћ Италије: ослањајући се на српске избеглице на својој територији и позивајући на мир, гарантујући безбедност и претећи народу репресалијама свуда где наиђу на отпор, италијанске трупе су 10. септембра прешле у наступање према ослобођеној територији. До половине октобра 1941., Италијани су, не наилазећи на отпор, заузели читаву јужну (италијанску) окупациону зону НДХ, продревши дуж друмова у Босански Петровац, Кључ, Сански Мост, Бихаћ, Босанску Крупу, Мркоњић Град, Јајце, Доњи Вакуф, Бугојно, Купрес, Прозор и низ других места, успостављајући свуда своје гарнизоне. То је довело до кризе устанка у Босанској крајини.
Напорима организација КПЈ и војних штабова одржало се језгро партизанских одреда око Дрвара, Босанског Петровца, у Подгрмечу, Јању, Пливи, Кључу и Ливну, док је устанак на Козари (у немачкој окупационој зони) и даље напредовао. Националистичке снаге обезбедиле су доминантан утицај око Босанског Грахова и Гламоча, где су формирани четнички одреди.

### Стварање партизанских одреда
На Саветовању у Столицама (код Крупња), 26. септембра 1941., у присуству делегата из БиХ, одлучено је да се приступи реорганизацији устаничких јединица у читавој земљи: формиран је Врховни штаб НОВЈ са Титом на челу, са потчињеним Главним штабовима у свим покрајинама Југославије; усвојен је заједнички назив "партизани" за све борце у читавој земљи, обавезна црвена петокрака и партизанска заклетва, а основне борбене јединице постали су партизански одреди (састављени од батаљона и чета) са јединственом командом у саставу: командант, политички комесар и њихови заменици.
Одлуке Саветовања у Столицама, које су стигле у Босанску крајину половином октобра 1941., спровођене су у знаку оштре политичке борбе између КПЈ и националиста за превласт у устаничким јединицама. Све јединице у Босанској крајини и средњој Босни обједињене су крајем октобра 1941. у три партизанска одреда: 1. крајишки НОП одред (7 чета) обухватао је крајеве између Уне и Сане, а на југу закључно са Босанским Граховом; 2. крајишки НОП одред (6 чета) крајеве између доњег тока Уне, Сане, Врбаса и линије Приједор-Бањалука; 3. крајишки НОП одред (5 батаљона и више самосталних чета) остали део Босанске крајине и средњу Босну.
У новембру, после саветовања у Главном штабу НОПО БиХ на Романији, којем су присуствовали и представници обласног руководства Босанске крајине, формиран је Оперативни штаб НОВ и ПОЈ за Босанску крајину. У јануару 1942. у три одреда Босанске крајине било је 17 батаљона. Упорна борба водила се против схватања да се остане при ранијим сеоским одредима, да борци буду код својих кућа, а да се скупљају само у случају потребе одбране свога села (ова ситуација сликовито је описана у роману Глуви барут, Бранка Ћопића). Свакодневна борба за увођење војничког живота и реда у устаничким јединицама, непрекидна офанзивна активност и постигнути војни успеси, поред политичке активности комуниста, имали су пресудан значај у изградњи војне организације. Комунисти су радили на објашњавању циљева НОБ, на стварању јединственог система нове народне власти, омладинских и организација жена; на јачању братства Срба, Хрвата и Муслимана и спречавању усташких и (касније) четничких покоља. Ради тога, одржане су крајем 1941. и почетком 1942. окружне и среске конференције КПЈ и војна саветовања на Козари, у Подгрмечу, Крњеуши и Скендер Вакуфу, као и многи зборови са војском и народом. У фебруару 1942. образовани су свуда срески и окружни комитети КПЈ.

### Јачање НОП
У међувремену је учвршћена комунистичка војна организација и елиминисан националистички (четнички) утицај у углу између река Уне и Сане и на Грмечу. Мање четничке групе биле су изоловане и потиснуте, углавном, на територију око италијанских гарнизона. У јануару 1942. партизанске јединице на том подручју почеле су нападе на италијанске трупе. После неколико напада на италијанске колоне, од којих је у Меденом Пољу код Босанског Петровца био најуспешнији, италијански гарнизони изоловани су и блокирани. Почетак борбе са Италијанима означио је коначан прелом устанка у том делу Босанске крајине у корист НОП.
У фебруару 1942. због прилива нових снага формирани су 4. (на подручју Мањаче и средње Босне) и 5. крајишки НОП одред (на простору јужно од Грмеч планине). Почетком марта 1942. партизанске снаге у Босанској крајини и средњој Босни биле су наоружане са 6.500 пушака, 163 пушкомитраљеза, 41 митраљезом, 5 минобацача и 5 топова. Партизани су тада држали простране слободне територије између Уне и Сане, на Козари, око Јајца и у средњој Босни.

## Формирање
Пети крајишки НОП одред формиран је почетком марта 1942. од јединица 1. крајишког НОП одреда јужно од гребена планине Грмеча. 5. марта у свом саставу имао је 12 чета.

## Ратни пут одреда

### 1942
Дејствима на комуникације Одред је успео да отежа, а затим и спречи саобраћај италијанског окупатора између Бихаћа, Босанског Петровца, Кључа, Дрвара и Босанског Грахова, и блокира неке од тих гарнизона. Истовремено је водио борбе са четницима који су имали јака упоришта око Босанског Грахова и Книна, одакле су угрожавали слободну територију Одреда.
У априлу 1942. Одред је водио борбе са јаким италијанским снагама које су продрле из Книна преко Босанског Грахова у Дрвар и Босански Петровац и деблокирале те гарнизоне. Но, његова активност све се више уредсређује на борбу против четника у граховском срезу. У тој борби учествују и личке и далматинске партизанске јединице.
У мају делови Одреда изводе више напада на италијанске јединице које су се повлачиле из Кључа ка Босанском Петровцу и Дрвару. У рејону Бравског, у борбама 3-7. маја, разбијен је један италијански батаљон уз садејство 1. крајишког НОПО. Пошто су Италијани 25. маја напустили Босански Петровац, Одред је усмерио главнину својих снага према Дрвару и Босанском Грахову. Ради чишћења села од четника у околини Босанског Грахова и Книна формиран је Ударни батаљон, који је 27. маја водио борбе са четницима код села Пеуља, Грковаца, Црног Луга, а 6. јуна нападао на Гламоч, да би затим продужио ка Пљеви и Јању, где је заједно са Ударном четом 3. крајишког НОПО водио, крајем јуна, борбе са четницима и домобранима.
У међувремену су остала 3 батаљона наставила са нападима на комуникацији Босански Петровац-Дрвар-Босанско Грахово. Ударни батаљон Одреда учествовао је 20. јула у ослобођењу Гламоча, а крајем јула Одред је суделовао у борбама за ослобођење Кључа и долине Санице, а потом обезбеђивао сакупљање жетве.

### Формирање крајишких бригада
Одред је 31. јула реорганизован, формирајући још два батаљона, па је имао 6: Бихаћки, Здравко Челар, Рајко Боснић, Гаврило Принцип, Ударни и Омладински батаљон Радивоје Родић. Приликом напада пролетерских бригада на Ливно 5-7. августа, учествовало је и 5 чета Одреда. У августу је батаљон Здравко Челар ушао у састав 6. крајишког НОПО, а 1. и 3. батаљон у 3. крајишку бригаду. Пошто је остао само са 2 батаљона (Омладински и Гаврило Принцип) Одреду су припојени Гламочки батаљон Будућност из 3. крајишког НОПО и батаљон Старац Вујадин из 4. оперативне зоне Хрватске (21. августа), чиме је територија одреда проширена на Гламоч и горње Ливањско поље. Почетком септембра Омладински батаљон учествује у борбама у Цазинској крајини заједно са 3. крајишком бригадом и деловима 1. крајишког НОПО. 9. септембра 1942. од Одреда је формирана 4. крајишка бригада.